# Chione picta
Chione picta är en musselart som beskrevs av Willett 1944. Chione picta ingår i släktet Chione och familjen venusmusslor. Inga underarter finns listade i Catalogue of Life.